# Odder Håndbold
Odder Håndbold er en dansk håndboldklub fra Odder. Klubbens højest rangerede herrehold spiller i 1. division I 2014/15 sæsonen spillede klubben i den bedste række, hvilket er deres højeste placering nogensinde. De sluttede sæsonen med bare 4 point og én enkelt sejr. Deres damer spiller i 2. division. Klubbens hjemmebane hedder Spektrum Odder.
I 2020 blev herreholdet tvangsnedrykket af økonomiske årsager. De rykkede op igen sæsonen efter.

## Spillertrup 2017/18
| Nr. | Navn                       | Nationalitet | Position      |
| --- | -------------------------- | ------------ | ------------- |
| 1   | Tomas Vestergaard Olason   | Danmark      | Målmand       |
| 12  | Erik Friis                 | Danmark      | Målmand       |
| 16  | Nicolai Neupart            | Danmark      | Målmand       |
| 2   | Helgi Hildarson Hoydal     | Færøerne     | Stregspiller  |
| 18  | Nicolai Husum              | Danmark      | Stregspiller  |
| 21  | Rasmus Bang Rokkjær        | Danmark      | Stregspiller  |
| 8   | Ronnie Mathiasen           | Danmark      | Venstre' back |
| 13  | Jacob Lyhne Hansen         | Danmark      | Venstre Back  |
| 7   | Mathias Damgaard           | Danmark      | Playmaker     |
| 10  | Frederik Thøgersen         | Danmark      | Playmaker     |
| 23  | Mike Paulsen               | Danmark      | Playmaker     |
| 6   | Martin Bisgaard            | Danmark      | venstrefløj   |
| 44  | Frederik Sass-Petersen     | Danmark      | venstrefløj   |
| 11  | Mads Grabe                 | Danmark      | højreback     |
| 22  | Jonas Corneliussen         | Danmark      | højreback     |
| 15  | Rasmus Larsen              | Danmark      | højreback     |
| 17  | Mads-Peter Lønborg Poulsen | Danmark      | højrefløj     |
| 29  | Morten Richardy            | Danmark      | højrefløj     |